# Xindi
Xindi este un termen colectiv pentru șase rase extraterestre de pe planeta Xindus, aflată într-o zonă a spațiului cunoscută ca Expansiunea Delfică. Speciile au un ADN asemănător. Mai multe forme de viață inteligentă pe o singură planetă reprezintă o raritate în universul fictiv Star Trek. Cele șase specii Xindi distincte sunt reprezentate în consiliul Xindi.

## Prima apariție
În Star Trek: Enterprise, întregul sezon al treilea este axat pe conflictul oamenilor cu Xindi, aceștia din urmă au lansat preventiv în episodul „Expansiunea” o sondă care a atacat Pământul în aprilie 2153, omorând 7 milioane de persoane și deschizând un șanț dinspre Florida până în Venezuela.

## Istorie

### Specia dispăruta Aviară
Specia-Xindi Aviară a fost un membru al rasei  Xindi, care a dispărut complet în timpul conflictului dintre cele șase specii Xindi care au distrus planeta lor de origine, undeva în jurul anului terestru 2030. Din câte se cunoaște, nici un Xindi Aviar nu a reușit să fugă înainte ca planeta să fie distrusă. 
Bunicul lui Gralik Durr, care a apucat să locuiască pe Xindus, își amintea de timpurile înainte de distrugerea planetei, atunci când Aviarii zburau pe deasupra capului, umplând cerul. 
Rămășițele unei așezări Aviare au fost descoperite pe o altă planetă din Expansiunea Delfică, fiind datate din mileniul al II î.Hr. Ruinele așezării au fost folosite pentru locul de întâlnire al Consiliului Xindi. Un craniu de Aviar a fost păstrat în sediul Consiliului.

## Specii

### Xindi acvatici
Xindii acvatici sunt similari cetaceelor terestre. Trăiesc în apă și comunică cu ecouri. Sunt foarte lenți și precauți în luarea deciziilor și, în genere, întârzie deciziile Consiliului Xindi.
Sunt pacifici, dar posedă un echipament războinic foarte puternic. Navele lor par mante acvatice, pline de apă unde acești xindi se deplasează.

## Legături externe
- http://ro.memory-alpha.wikia.com/wiki/Xindi
- http://www.startrek.com/database_article/xindi